# Wilhelm Meyer
Hans Wilhelm Meyer (født 19. oktober 1824 i Fredericia, død 3. juni 1895 i Venedig) var en dansk læge og den første i verden til at beskrive sygdommen Adenoid vegetation (polypper). Ligeledes udviklede han den kirurgiske metode til fjernelse af samme.

## Liv
Wilhelm Meyer blev født i Fredericia, hvor hans fader, Heinrich Christian Meyer, var ansat som bataljonskirurg. I 1826 flyttede familien Meyer til Glückstadt i Holsten, hvor Wilhelm Meyers fader blev regimentskirurg.

### Studier og Treårskrigen
Wilhelm Meyer studerede selv medicin i København og bestod sin embedseksamen den 28. oktober 1847. Efter eksamen blev han ansat som kandidat ved Almindelig Hospital. Under et ophold hos sine forældre i Glückstadt i 1849 pådrog Meyer sig svær scarlatina og måtte blive i Holsten gennem længere tid. I forbindelse med Treårskrigen, som opstod af krav fra hertugdømmerne om at få en fri forfatning og blive optaget i det tyske forbund, blev Meyer tvunget til at forblive i Glückstadt hos sin mor og søskende, idet faderen havde sluttet sig til den slesvig-holstenske oprørshær. Dette førte med sig, at Meyer blev tvangsbeordret til at fungere som lazaretlæge. På grund af dette blev han afskediget fra sin kandidatstilling på Almindelig Hospital og havde senere ligeledes problemer med at få en hospitalskarriere i Danmark.

### Den danske oto-rhino-laryngologis fader
Efter Treårskrigen drog han på en toårig studierejse, der bragte ham til Berlin, Wien, Würzburg, Paris og London. Efter hjemkomsten til København forsøgte han forgæves at få en reservelægestilling på Frederiks Hospital, hvorfor han besluttede sig til at nedsætte sig som praktiserende læge. Han observerede mange patienter med øre-, næse- og hals relaterede sygdomme i sin lægepraksis og blev tiltagende interesseret i deres behandling. Han åbnede derfor i 1865 den første øreklinik i København. 
Efter at have set en lang række patienter beskrev han i 1868 som den første adenoide vegetationer og deres følger (tunghørhed, snøvlende tale, ophævet næserespiration) i en artikel i Hospitalstidende. Ligeledes gav han en beskrivelse af den kirurgiske fjernelse af vegetationerne, kaldet adenotomi. Med denne opdagelse blev han anerkendt i internationale lægekredse. Meyers operation blev forbedret af hans assistent Gustav Vilhelm Victor Lange (1847-1936) til en metode med en vinkelbøjet ringkniv, som føres op gennem munden op i næsesvælget, hvor vegetationerne herefter bliver skrabt løs. Metoden anvendes den dag i dag.
Ved siden af sine aktiviteter som øre-næse-hals-læge fungerede Meyer i ca. 30 år indtil 1895 også fortsat som praktiserende læge. Blandt andre behandlede han også H.C. Andersen.
Meyer blev gift sent. I en alder af 46 blev han den 18. februar 1870 viet til Cathrine Jane Emerson. 
I 1884 blev Meyer æresdoktor ved universitetet i Halle, og i 1894 blev han etatsråd.

### Død i Venedig
Efter en influenza i vinteren 1894/95 besluttede Meyer at tage på en rekreationsrejse til Italien. Sammen med sin hustru Kate og døtrene Ellen og Mary planlagde han besøg i Firenze, Napoli, Sorrento, Amalfi, Capri og Venezia.
Dagen efter at være kommet til Venedig blev Meyer syg, formentlig smittet i Firenze. I et brev til Danmark fra den 31. maj 1895 beretter han:
Jeg er blevet angrebet af en tarmbetændelse med høj feber. Efter 6 dages energisk behandling er det nu bedre, men jeg kan næppe tale og ikke stå oprejst.
Trods den beskrevne bedring døde Wilhelm Meyer den 3. juni 1895, 2. pinsedag af tyfus.
De italienske sundhedsmyndigheder modsatte sig enhver tanke om at føre liget tilbage til Danmark, og man insisterede på en hurtig begravelse på stedet. Wilhelm Meyer blev derfor begravet på den protestantiske del af den venezianske kirkegårdsø San Michele.